# سویملین
سویملین (انگلیسی: Cevimeline) (نام تجاری Evoxac) یک آنالوگ مصنوعی از آلکالوئید طبیعی موسکارین است که اثر آگونیستی خاصی روی گیرنده‌های M1 و M3 دارد و در درمان خشکی دهان و سندرم شوگرن استفاده می‌شود.

## کاربرد پزشکی
سویملین در درمان خشکی دهان (خشکی دهان) و سندرم شوگرن استفاده می‌شود. این دارو تولید بزاق را افزایش می‌دهد.

## اثرات جانبی
عوارض جانبی شناخته شده عبارتند از تهوع، استفراغ، اسهال، تعریق زیاد، بثورات پوستی، سردرد، آبریزش بینی، سرفه، خواب‌آلودگی، گرگرفتگی، تاری دید و مشکل در خواب.
موارد منع مصرف شامل آسم و گلوکوم زاویه بسته است.

## مکانیسم عمل
سویملین یک آگونیست کولینرژیک است. تأثیر خاصی روی گیرنده‌های M1 و M3 دارد. این دارو با فعال کردن گیرنده‌های M3 سیستم عصبی پاراسمپاتیک، ترشح غدد بزاقی را تحریک می‌کند و در نتیجه خشکی دهان را کاهش می‌دهد.